# Alfons Ferdynand Kropiwnicki
Alfons Ferdynand Kropiwnicki (29. ledna 1803 Gąsówka-Skwarki – 25. června 1881 Varšava) byl polský architekt a stavitel, zástupce pozdně klasicistního či eklektického stylu. Působil hlavně ve Varšavě.

## Život a činnost
Kropiwnicki vystudoval Fakultu výtvarných umění na Varšavské univerzitě. V roce 1926 získal oprávnění nezávislého stavitele v Polském království.
Pod vedením Antonia Corazziho se podílel na stavbě varšavského Velkého divadla. Od roku 1835 spolupracoval s městským architektem Józefem Grzegorzem Lesselem.
V roce 1841 společně s Janem Jakubem Gayem byl autorem tržnice Gościnny Dwór se základní železnou konstrukcí.
Od roku 1843 byl Kropiwnicki hlavním varšavským architektem. V 1847 byl nobilitován.

## Stavby
- Stavba tržnice Gościnny Dwór (1841)
- Nová budova německé synagogy ve Varšavě (1849)
- Obnova kostela sv. Karla Boromejského na hřbitově Powązki (1850–1854)
- Rekonstrukce paláce Chodkiewicz (1852)
- Přestavba paláce Frascati (1836–1838)
- Rekonstrukce paláce Namiestniků (1850)
- Budova stanice linky Varšava – Terespol ve Varšavě-Praga (1865–1866)
- Renovace Janaszova domu